# Quake engine
Quake Engine är en spelmotor som skrevs för datorspelet Quake som utkom 1996 och skapades av id Software. Den inkluderade äkta 3D-rendering i realtid och är nu släppt under GPL.
Efter att den släppts forkades både motorn och bandesignen som använde sig av den. Stora delar av originalmotorn återanvändes i Quake II och Quake III Arena. Quake engine använder, liksom Doom Engine, använder sig av en princip kallad Binary Space Partitioning, som går ut på att spelmiljön delas upp i flera mindre bitar som sedan sorteras i en datastruktur av trädmodell. Detta möjliggör att ytor som spelaren inte kan se inte behöver renderas. Motorn använder sig även av Gouraud-skuggning för skuggning av rörliga föremål och en statisk lightmap för stillastående föremål.

## Historik
Quake engine skapades 1996 till spelet Quake. John Carmack gjorde det mesta av programmerandet med hjälp från Michael Abrash med algoritmer och Assembleroptimering. Motorn uppgraderades senare till id Tech 2 och id Tech 3.

Vidareutvecklingen av Quake engine i grafform.